# Reichsstraße 356
Als Reichsstraße 356 (R 356) wurde nach der Übernahme in deutsche Zivilverwaltung als CdZ-Gebiet Lothringen im Jahr 1940 bis 1944 die als Reichsstraße behandelte Straßenverbindung bezeichnet, die von Metz im französischen Département Moselle (bis 1918 Bezirk Lothringen im Reichsland Elsaß-Lothringen) ausging und dort von der in französisches Gebiet verlängerten Reichsstraße 57 abzweigte, auf der Trasse der ehemaligen Route nationale 43 (zeitweise Route nationale 381, derzeit Route départementale D 643) verlief und in Sainte-Marie-aux-Chênes die Grenze zum Département Meurthe-et-Moselle erreichte, über die sie sich Richtung Briey fortsetzte.
Ihre Gesamtlänge betrug rund 19 Kilometer.